# داكوتا الشمالية
داكوتا الشمالية أو دَكُوتة الشمالية (بالإنجليزية: North Dakota) هي ولاية تقع في الوسط الغربي من الولايات المتحدة الأمريكية. تقع في أقصى شمال ولايات السهول الكبرى، وفي النصف الشمالي من الداكوتاتين. في القرن التاسع عشر، اعتبرت داكوتا الشمالية جزء من الغرب البري. كانت سابقا جزء من أرض داكوتا (سميت كذلك على اسم قبيلة داكوتا من الأمريكيين الأصليين)، وأصبحت داكوتا الشمالية الولاية التاسعة والثلاثين في 1889.
يتدفق نهر ميزوري خلال الجزء الغربي للولاية، ويشكّل بحيرة ساكاكاوي خلف سد غاريسون. النصف الغربي للولاية به مرتفعات وهو موطن للموارد الطبيعية التي تتضمن الفحم والنفط الخام. في الشرق، يشكّل النهر الأحمر في الشمال وادي النهر الأحمر. هذه المنطقة أرض زراعية غنية. سيطرت الزراعة على اقتصاد وثقافة داكوتا الشمالية لمدة طويلة.
عاصمة الولاية هي بيسمارك. أكبر مدينة في الولاية هي فارغو. الجامعات العامة الكبيرة تقع في غراند فوركس وفارغو. للقوة الجوية الأمريكية قواعد في مينوت وغراند فوركس. المساحة الكلية لداكوتا الشمالية تساوي 183272 كم2 (70762 ميل مربع). عدد السكان هو 642200 نسمة (عام 2000).
تقع داكوتا الشمالية جنوب مقاطعتي مانيتوبا وساسكاتشوان بكندا. وهي تجاور ثلاثة ولايات أمريكية، فتقع شرق مونتانا، وشمال داكوتا الجنوبية، وغرب مينيسوتا. قبل قدوم الأوروبيين، سكن داكوتا الشمالية الأمريكيون الأصليون، ومن بين تلك القبائل كانت قبيلة ماندان. داكوتا الشمالية هي من بين آخر الولايات التي استقرت، وانضمت إلى الاتحاد مع داكوتا الجنوبية في 2 نوفمبر عام 1889. داكوتا الشمالية بها المصرف الوحيد في الولايات المتحدة الذي تمتلكه الولاية، وهو مصرف داكوتا الشمالية، وتوجد فيه جميع أموال الأجهزة الحكومية للولاية.

## التوزيع العرقي في الولاية
حسب إحصاء عام 2010, التكوين العرقي والعرفي للولاية يتكون من المجموعات التالية:
- الأمريكيون البيض: 90.0% (88.7% منهم من البيض غير الأصول الجنوب الأمريكية)
- الأمريكيون الأصليون أو الهنود الحمر: 5.4%
- السُمر أو الأمريكيون من أصول أفريقية: 1.2%
- الآسيويون : 1.0%
- ذو الأصول من جزر محيط الهادي: 0.1%
- من عرق آخر (أو غير محدد): 0.5%
- الأمريكي متعدد الأعراق أو الأصول: 0.2% [بحاجة لمصدر]

## وصلات خارجية
- الموقع الرسمي